# Pseudister mirabilis
Pseudister mirabilis är en skalbaggsart som beskrevs av Wenzel och Dybas 1941. Pseudister mirabilis ingår i släktet Pseudister och familjen stumpbaggar. Inga underarter finns listade i Catalogue of Life.